# Ciche (skały)

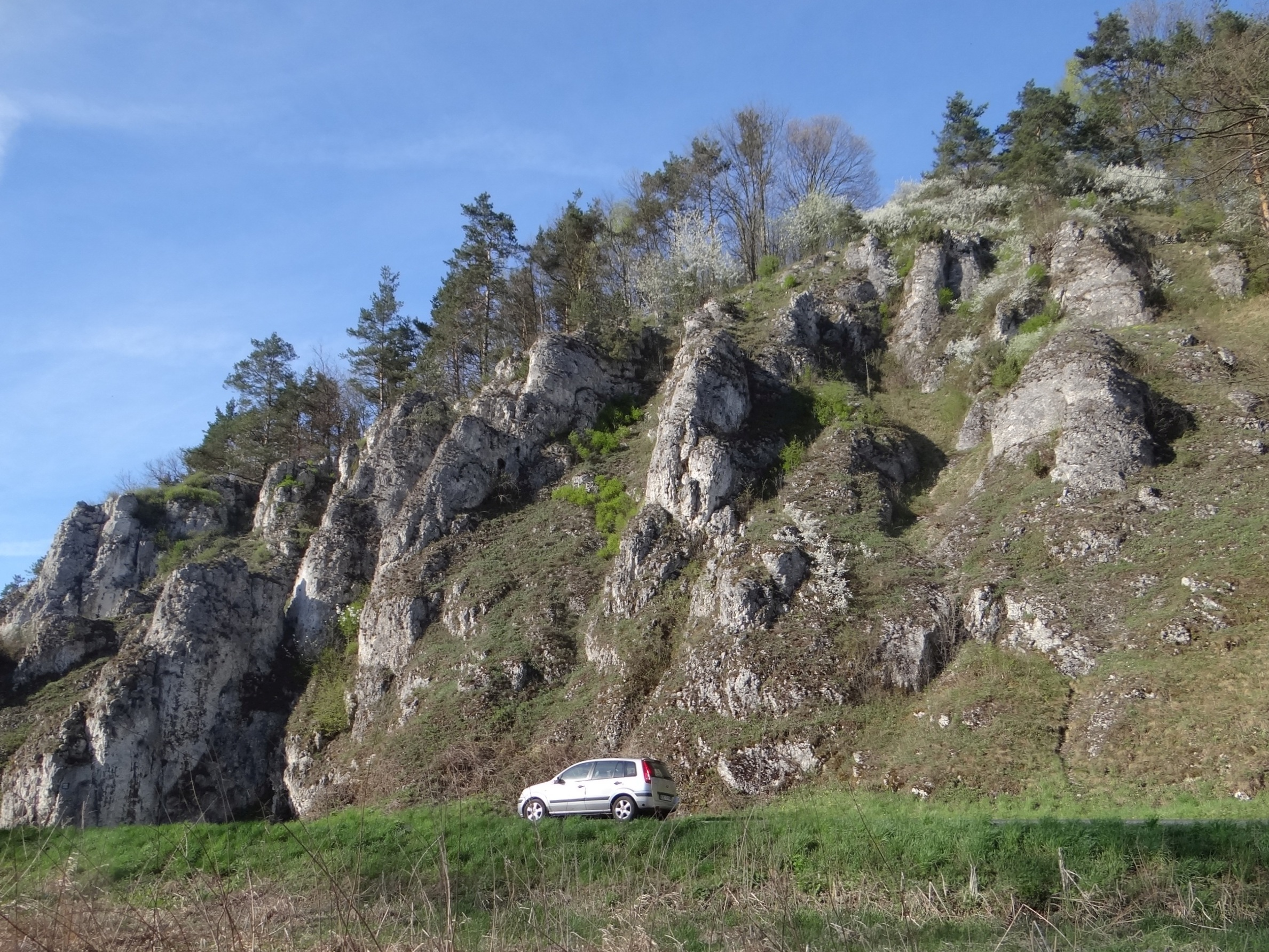

Ciche lub Spokojne – skały w lewych zboczach Doliny Prądnika w Ojcowskim Parku Narodowym. Znajdują się przy drodze z Sułoszowej do Ojcowa.
Jest to grupa skał na bardzo stromym stoku. W większości porastają ją murawy kserotermiczne. Około 10 m powyżej Doliny Prądnika w skałach tych znajduje się schronisko o nazwie Jaskinia nad Mosurem Starym Duża. Znaleziono w nim wykopaliska świadczące o zamieszkiwaniu ludzi w okresie późnego neolitu.
Obok skał biegną dwa główne szlaki Ojcowskiego Parku Narodowego.

## Szlaki turystyczne
czerwony Szlak Orlich Gniazd, odcinek z Pieskowej Skały Doliną Prądnika do Ojcowa.
 niebieski Szlak Warowni Jurajskich, odcinek od Doliny Prądnika, przez wąwóz Ciasne Skałki do Doliny Będkowskiej